# Средний (Александровский район)
Сре́дний — хутор в Александровском муниципальном округе Ставропольского края России.

## Название
Варианты наименования:
- посёлок Ставропольского конного завода[5],
- Конзавод № 170,
- Конзавод № 170 (Средний),
- Средний (отделение конзавода)[6].

Название Средний хутор получил из-за расположения относительно двух других хуторов, основанных купцами Карпушиными. Название Конзавод № 170 связано с коневодческим хозяйством, образованным на базе бывшего имения Карпушиных.

## География
Населённый пункт находится в южной части Александровского округа. Высота над уровнем моря — 320 м.
Расстояние по прямой от хутора до краевого центра составляет 95 км, до центра округа — 18 км. Ближайшая железнодорожная станция — Минеральные Воды — находится в 40 км. Ближайший аэропорт — Минеральные Воды — в 37 км.
Протяженность Среднего с запада на восток — около 2 км, а с севера на юг — около 1 км. С запада на восток хутор перерезает балка реки Татарка с прудами, деля его на две части.
Рельеф местности равнинный, имеет общий уклон к северу. В почвенном покрове преобладают чернозёмы вторично-карбонатные, предкавказские.
Климат характеризуется довольно жарким летом и умеренно мягкой зимой. Среднегодовая температура воздуха — от +8,9 °C. Среднегодовое количество осадков — 459 мм. Направление господствующих ветров: восток, запад.

## История
Населённый пункт основан 19 октября 1883 года. Его основали пятигорские купцы братья Карпушины, решившие образовать хозяйство недалеко от городов Кавмннвод. Купив у государства земли, Карпушины заложили хутора и дали им следующие названия: Верхний — на возвышенности, Конная Часть — в низине, а расположенный между ними хутор назвали Средним.
В апреле 1921 года на базе овцеводческого имения купцов Карпушиных возник Ставропольский военный конный завод Народного комиссариата обороны СССР (с 1946 — Министерства Вооруженных сил СССР). Он был образован как одно из отделений Терского военного конного завода и занимался выращиванием лошадей для кавалерии и командного состава артиллерии. Контора завода располагалась в хуторе Среднем.
Рост и развитие производства конного завода укрепили его материальную базу, повысили жизненный уровень средненцев. В 1925 году в хуторе открылось почтовое отделение, в 1928 году была организована двухклассная начальная школа (в настоящее время средняя общеобразовательная школа № 3).
В 1931 году, в результате разукрупнения Терского военного конезавода, Ставропольский военный конезавод стал самостоятельным хозяйством. Центральная усадьба осталась в хуторе Среднем, территория которого продолжала благоустраиваться. В 1934 году открылся детский сад, в 1935-м — клуб. В 1936-м было построено новое здание конторы конезавода, при новом клубе начала работать изба-читальня. В том же году хутор был электрифицирован и радиофицирован.
В 1936 году на территории хутора Среднего был организован сельский Совет рабочих, крестьянских и солдатских депутатов. В связи с образованием хутора Новокавказского, который находился ближе к райцентру, а также к автодороге Александровское — Минеральные Воды, сельсовет в 1965 году был переведён на новый хутор и 7 июля 1967 года получил новое наименование — Новокавказский сельский Совет депутатов трудящихся.
На километровой карте Генштаба Красной армии 1941—1942 годов хутор Средний изображён между ныне несуществующим хутором Верхним и современным хутором Конным, в которых также находились производственные подразделения конного завода. Согласно карте, Средний имел сообщение с другими населёнными пунктами по улучшенной грунтовой дороге, к хутору была подведена линия связи.
Во время Великой Отечественной войны многие жители Среднего ушли на фронт, 200 из них погибли. Оставшееся население взяло на себя заботы о сельском хозяйстве. С ноября 1941 года по октябрь 1943 года конный завод находился в эвакуации, продолжая поставки лошадей Красной армии.
7 августа 1942 года хутор Средний был оккупирован немцами. 13 (по другим данным 12) января 1943 года освобождён советскими войсками.
В этот период производство Ставропольского конного завода размещалось на 14 точках (х. Конный, х. Новая деревня, х. Лепский, х. Белая конюшня, х. Крученый, Дом табунщика, Репьевая-1, Репьевая−2, Казинка, Танюхина−1, 5-й Колодец, Дом чабана, Северный, Всадник), а жители конного завода проживали в основных крупных хуторах (Средний, Кавказский, Верхний, Ледохович, Светлокумка).
В 1948 году рабочие госконзавода заложили огромный сад площадью 135 га и виноградник. С 19 июля 1948 года завод был передан в подчинение Министерства сельского хозяйства. Указом Президиума ВС СССР от 14 июня 1949 года Первый Ставропольский конный завод № 170 за успешную работу по выведению терской породы лошадей был награждён орденом Трудового Красного Знамени.
На 18 ноября 1957 года хутор числился административным центром Средненского сельсовета, в который кроме самого Среднего также входили хутора Верхний, Конный, Крученый, Чонгарец, Кавказский, Ледохович, Новая Деревня, Светлокумка, Дом табунщика, Петровка, Сухая Сабля, Репьёва-1, Репьёва−2, Дальний Восток, Казинка, Всадник, Танюхина−1, Танюхина−2, Лепский, Белая Конюшня, Пятый Колодец, Дом чабана.
В начале 1960-х годов конезавод состоял из шести производственных подразделений, располагавшихся в крупных хуторах. В каждом из них имелись клубы, врачебные амбулатории, детские сады-ясли, школы, столовые.
В августе 1964 года центральная усадьба Ставропольского конного завода № 170 была перенесена из хутора Среднего в новый хутор Новокавказский. В Среднем осталось только его отделение. На 1 марта 1966 года Средний входил в сельсовет Конезавода № 170 с центром в Новокавказском:7.
В апреле 1971 года, в результате разукрупнения Ставропольского конного завода № 170, в хуторе Среднем был создан Новоставропольский конный завод Министерства сельского хозяйства РСФСР, который выращивал и продавал колхозам, совхозам и другим организациям высококлассных племенных лошадей, а также производил продукты растениеводства и животноводства. В 1977 году конезавод был преобразован в совхоз «Новоставропольский» (с 1992 года — СПХ «Новоставропольское»), занимавшийся производством свинины и зерна. Производство и продажа племенных лошадей были переданы Ставропольскому конному заводу № 170.
1 сентября 1979 года появилось новое, трёхэтажное здание школы, рассчитанной на 364 учащихся. В 1980 году был открыт стадион с большой трибуной, в 1981 году — новое двухэтажное здание детского сада на 146 мест.
На 1 января 1983 года Средний числился в составе в Новокавказского сельсовета:9. В 1983 году был упразднён хутор Верхний, ставший частью хутора Среднего (ныне — улица Верхняя). Согласно карте Генштаба ВС СССР 1985 года, население Среднего составляло 1200 человек.
20 ноября 1988 года в хутор был проведён газ.
18 февраля 1993 года Малый Совет Ставропольского краевого Совета народных депутатов решил: «Образовать в Александровском районе Средненский сельсовет с центром в хуторе Среднем. Включить в состав Средненского сельсовета хутора Средний, Конный, Красный Чонгарец, Ледохович, выделенные из состава Новокавказского сельсовета Александровского района».
В 2000—2010-е годы в хуторе Среднем насчитывалось более 600 дворов. Работали средняя общеобразовательная школа, детский сад, Дом культуры с библиотекой, амбулатория, отделение почтовой связи. С 2000 года вступил в строй цех растениеводства — филиал ОАО «Пятигорский хлебокомбинат», производивший сырьё для производства хлебобулочных и кондитерских изделий, а также другую сельхозпродукцию. В 2016 году на предприятии трудилось 90 человек.
В 2013 году построен православный храм в честь иконы Божией Матери «Спорительница хлебов». 29 ноября 2015 года епископ Георгиевский и Прасковейский Гедеон во время своего архипастырского визита в хутор Средний совершил божественную литургию в новом храме. Это было первое в истории хутора посещение его архиереем Русской православной церкви.
С 16 марта 2020 года все муниципальные образования Александровского муниципального района были объединены в Александровский муниципальный округ.

## Население
| 1989 | 2002  | 2010  | 2014  | 2021  | 2023  |
| ---- | ----- | ----- | ----- | ----- | ----- |
| 1356 | ↘1346 | ↘1303 | ↘1300 | ↘1189 | ↘1169 |

Национальный состав
В числе первых поселенцев современного хутора были русские, украинцы, армяне, турки, цыгане, черкесы.
По данным переписи 2002 года, в национальной структуре населения преобладали русские (89 %).

## Современное состояние
В хуторе имеются врачебная амбулатория на 15 посещений в смену (работает с 1960 года), пожарная часть № 151, магазины, стадион, столовая. Действует церковь иконы Божией Матери «Спорительница хлебов» (построена в 2013 году).
Улично-дорожная сеть состоит из 12 улиц: Будённого, Верхней, Заречной, Зелёной, Клубной, Крайней, Первомайской, Почтовой, Садовой, Спортивной, Трактовой и Школьной. Внешние связи осуществляются по улицам Садовой, Будённого и Заречной с выездом в восточном направлении в хутор Конный, в южном направлении — в село Нижняя Александровка. Главные улицы Среднего — Садовая, Будённого, Заречная и Зелёная. Для северной части хутора главной улицей является Крайняя.
Связь с центром округа селом Александровским осуществляется по автодороге местного значения (38 км). Между селом и хутором курсирует автобус маршрута № 106.
Средний газифицирован, электрифицирован и телефонизирован.

## Культура
- Дом культуры. Открыт 25 октября 1935 года[50][51]
- Библиотека-филиал № 10[15]

## Образование
- Средняя общеобразовательная школа № 3. Открыта 1 сентября 1928 года. С 1940 года стала средней[8][10]. В 1957 году была организована ученическая производственная бригада «Юность». В 2015 году обучался 141 ребёнок[14].

## Экономика
- Филиал по сельскому хозяйству Пятигорского хлебокомбината (47 человек, производство продукции растениеводства)
- Сельхозпредприятие «Среднее» (число работающих 90 человек, производство продукции растениеводства и животноводства)
- Совхоз «Новоставропольский» (бывший Новоставропольский конный завод). Упоминается в в 1971—1991 годах[52]

В 2000-х годах на базе СХП «Новоставропольский» и филиала Пятигорского хлебокомбината (см. «История») создано сельхозпредприятие «Среднее». Хозяйство выращивает на орошаемых землях озимый ячмень, озимую пшеницу, а также яровые и пропашные культуры.

## Памятники
- Памятник советским воинам, погибшим в Великой Отечественной войне 1941—1945 гг.  261710893830005 (мемориал «Скорбящая мать»). Открыт 9 мая 1975 года[8]. На нём увековечены имена 48 уроженцев поселения[54].